# Timothy Manning
Timothy Manning, né le 15 novembre 1909 à Balingeary en Irlande et mort le 23 juin 1989 à Los Angeles, est un cardinal américain d'origine irlandaise, archevêque de Los Angeles de 1970 à 1985.

## Biographie

### Formation
Timothy Manning naît à Ballingeary en Irlande de Cornelius et Margaret (née Cronin) Manning. Il suit ses études au Mungret College de Limerick et répond à l'appel de demande de prêtres aux États-Unis. Il part pour ce pays et entre au séminaire Saint-Patrick de Menlo Park en Californie, en 1928.

### Prêtre
Timothy Manning est ordonné prêtre le 16 juin 1934 pour le diocèse de Los Angeles. Il poursuit alors ses études à Rome à l'Université pontificale grégorienne où il obtient un doctorat en droit canon en 1938.
De retour dans son diocèse, il sert dans diverses paroisses, tout en étant secrétaire de l'archevêque, Cantwell, de 1938 à 1946, avant d'en être nommé chancelier le 19 mars 1946. Il est élevé au rang honorifique de prélat de Sa Sainteté le 17 novembre 1945.

### Évêque
Nommé évêque auxiliaire de Los Angeles le 3 août 1946, avec le titre d'évêque titulaire (ou in partibus) de Lesvi (de), il est consacré le 16 octobre suivant par Joseph McGucken, évêque auxiliaire de Los Angeles. Il devient vicaire général de l'archidiocèse, le 29 novembre 1955. Il assiste aux sessions du concile Vatican II (1962-1965).
Il devient évêque de Fresno le 16 octobre 1967, où il soutient la formation de syndicats agricoles pour les travailleurs agricoles de la Central Valley, avant de revenir à Los Angeles comme archevêque coadjuteur, avec le titre d'archevêque titulaire de Capri (de), le 26 mai 1969. Il devient archevêque de Los Angeles le 21 janvier 1970 et le reste jusqu'à sa retraite en 1985. 
L'archidiocèse affronte alors brutalement la crise post-conciliaire et il adopte un style plus conciliant que son prédécesseur, le cardinal McIntyre. Il forme un conseil presbytéral pour associer ses prêtres au gouvernement du diocèse, et des conseils inter-paroissiaux du côté des laïcs. Il doit aussi accompagner la fusion de collèges universitaires et universités catholiques pour les rendre mixtes (université Loyola Marymount).

### Cardinal
Il est créé cardinal par le pape Paul VI lors du consistoire du 5 mars 1973, avec le titre de cardinal-prêtre de S. Lucia a Piazza d’Armi. Pendant la guerre du Vietnam, Manning conseille à des jeunes gens sur leurs droits à devenir objecteurs de conscience, ce qui est du jamais vu pour un cardinal américain. Fermement pro-vie, il déclare que tout catholique qui coopérerait à un avortement serait aussitôt excommunié. 
En 1974, il témoigne en réponse  à l'affaire Roe v. Wade, devant la commission des amendements du Comité judiciaire du Sénat des États-Unis, déclarant : « Un amendement est nécessaire tout d'abord pour protéger les vies des enfants à naître qui peuvent être tués, et sont en train d'être tués en ce moment à cause des décisions de la Cour suprême. Mais il est également nécessaire pour restaurer l'intégrité de la loi elle-même, pour rendre le système légal américain à nouveau garant et protecteur de tous les droits humains et des droits humains de tous. ». Il prend sa retraite en 1985 et s'installe à la paroisse de la Sainte-Famille de South Pasadena. Roger Mahony lui succède.
Sous son épiscopat, le nombre de fidèles catholiques est passé de 1,6 million à 2,5 millions. Il meurt âgé de 79 ans au Norris Cancer Hospital et il est inhumé au Calvary Cemetery d'East Los Angeles.